# Juttaburg
Die Juttaburg ist eine abgegangene hochmittelalterliche Wasserburg der Grafschaft Ravensberg im Stadtteil Dörgen von Haselünne im niedersächsischen Landkreis Emsland an der Hase.
Die Juttaburg wurde 1240 von Graf Otto II. von Ravensberg errichtet. Dieser ließ sich von Kaiser Friedrich II. für seine Frau Sophia und seine Tochter Jutta die lebenslängliche Verfügungsgewalt über seinen Besitz zusichern. Juttas erster Gemahl Heinrich von Tecklenburg starb bereits 1248, drei Jahre später heiratete sie Walram von Monschau und residierte fortan in der Eifel. Da die Ausübung und Sicherung der Herrschaft im Emsland aus der Ferne nur schwer möglich erschien, verkaufte sie 1252 ihren gesamten Besitz einschließlich der Juttaburg an Bischof Otto II. von Münster. Vom weiteren Schicksal der Burg ist nur bekannt, dass sie 1558 abgebrochen wurde.
Der für die Juttaburg überlieferte Standort befindet sich heute teilweise im Flussbett der Hase. Dort liegt im Strom ein rechteckiges Findlingsfundament von ca. 10–15 m Länge. Am Ufer findet sich ein offensichtlich als Eckstein eines großen massiven Gebäudes zugerichteter und benutzter Findling von etwa 1,50 × 0,70 m Größe.